# Thaisz András
Thaisz András (Jolsva, Gömör vármegye, 1789. november 15. – Pest, 1840. július 9.) királyi táblai ügyvéd, a Magyar Tudományos Akadémia levelező tagja.

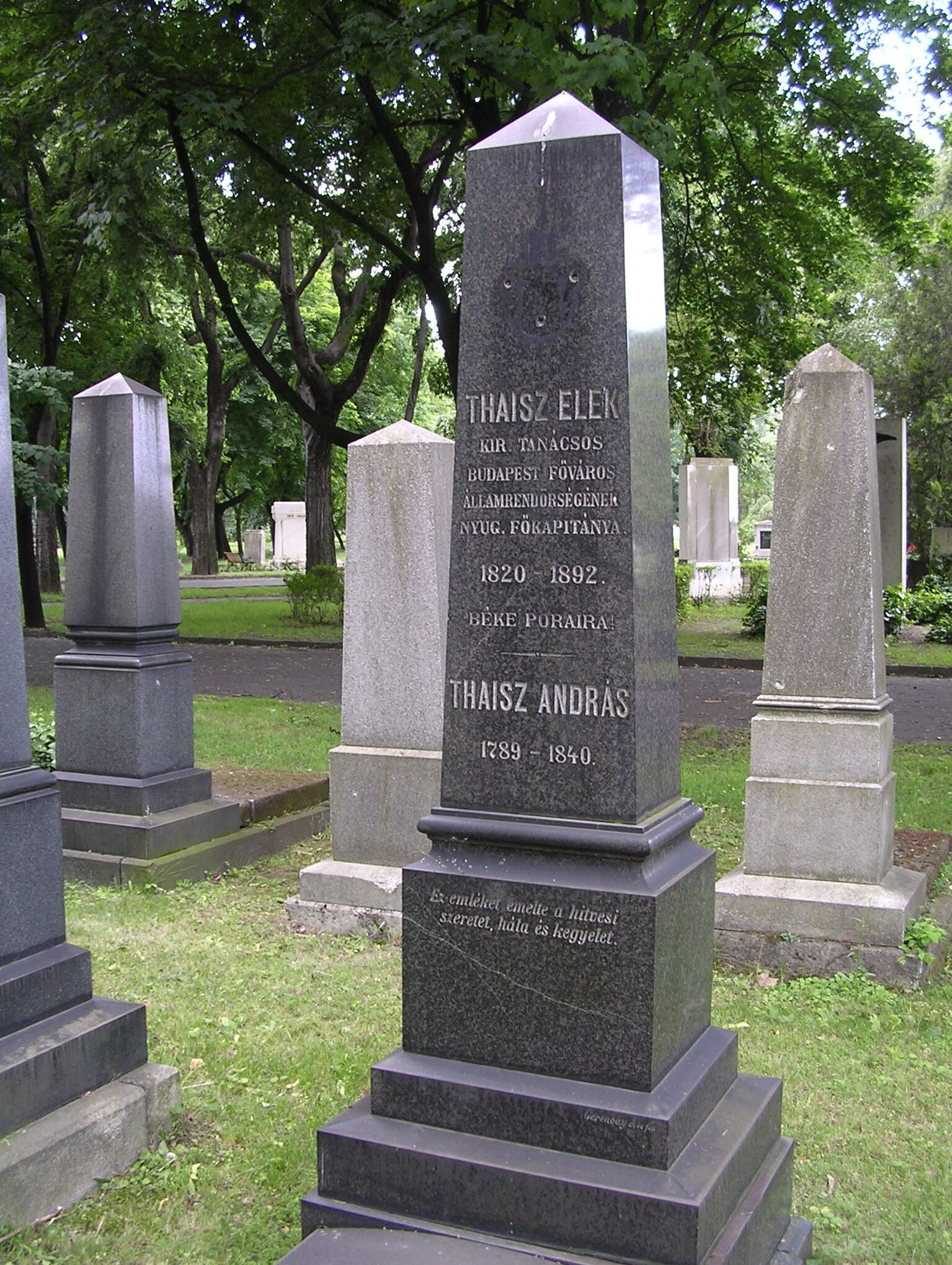
Sírja a Fiumei úti sírkertben (34/1-2-6)

## Élete
Késmárkon tanult a gimnáziumban és törvénytudományi pályát végzett; 1811. március 16-án tette le ügyvédi esküjét és Pesten telepedett le. Midőn a Tudományos Gyűjtemény szerkesztését 1817 szeptemberében átvette, ekkor lett ismert az irodalmi körökben, a folyóiratot pedig 1827 februárjáig szerkesztette. Saját munkája kevés volt folyóiratában; viszont annál nagyobb részt vett ki mások buzdításában és az irodalom számára történő megnyerésében. Wigand Ottót, akkor pesti kiadó-könyvárust egy új folyóirat alapítására bírta, mely Sas című tudományos, szépirodalmi és kritikai folyóiratot, mely 1831. január 15-én indult útjára. Az 1. és 2. kötetet Cserneczkyvel, a 3.-tól maga, a 13.-tól Felapáti Molnár Sándorral szerkesztette 1833 szeptemberéig, amikor a 15. kötettel megszűnt. (Ezen folyóiratba több cikket írt). A Magyar Tudományos Akadémia 1831. február 17-én levelező tagjává választotta. Lefordította Walter Scott Ivanhoe c. regényét. Meghalt 1840. július 9-én Pesten gutaütés következtében.
Költeményeket írt a Szépliteraturai Ajándékba (1821-22. cikkei ugyanott, 1824. Az egészséget assecuráló intézet, 1827. Magyar Játékszín Pesten); a Tudományos Gyűjteménybe (1823. I. Gróf széki Teleki László életírása); a Közhasznú Esmeretek Tárának is munkatársa volt.

## Művei
- Scepusium...Josephi archiducis Austriae... regni Hungariae palatini adventu felix et laetum in contestationem debitae pietatis ac reverentiae tenui carmine adumbrarunt lycei Késmárkiensis ev. aug. conf. artium et scientiarum cultores... Leutschoviae, (1806.).
- Supremum pietatis monumentum... Dni Donati senioris Váradi szakmári de Lucsivna... Uo. (1807.).
- Nyilt szivű észrevételek a Magyarország számára javaslott váltó s törvénykezési rendre. Írta Wachtler Bernát, ford. Pest, 1832.
- Scott, Walter, Ivanhoe. Regény. Uo. 1829-31. Hét kötet.